# Hoofdklasse (Schach) 1959/60
In der Hoofdklasse 1959/60 wurde die 37. niederländische Mannschaftsmeisterschaft im Schach ausgespielt.
Der Titelverteidiger Vereenigd Amsterdamsch Schaakgenootschap verlor nur einen Wettkampf und wurde überlegen niederländischer Mannschaftsmeister. Der Rest des Feldes lag dicht zusammen (der Abstand zwischen dem ersten und dem zweiten Platz war größer als der Abstand zwischen dem zweiten und dem letzten Platz), so dass alle übrigen Mannschaften gegen den Abstieg spielten. Am Ende mussten die Schaakgezelschap Staunton Groningen und Discendo Discimus Den Haag absteigen.

## Abschlusstabelle
| Pl. | Verein                                       | Sp | G | U | V | MP   | Brett-P.  |
| --- | -------------------------------------------- | -- | - | - | - | ---- | --------- |
| 01. | Vereenigd Amsterdamsch Schaakgenootschap (M) | 7  | 6 | 0 | 1 | 12:2 | 48,5:21,5 |
| 02. | Philidor Leeuwarden                          | 7  | 4 | 0 | 3 | 8:6  | 35,5:34,5 |
| 03. | Rotterdam                                    | 7  | 3 | 1 | 3 | 7:7  | 35,5:34,5 |
| 04. | VVGA Amsterdam                               | 7  | 3 | 1 | 3 | 7:7  | 32,5:37,5 |
| 05. | Amsterdamsche Schaakclub                     | 7  | 3 | 0 | 4 | 6:8  | 32,0:38,0 |
| 06. | Spangen                                      | 7  | 3 | 0 | 4 | 6:8  | 29,5:40,5 |
| 07. | Schaakgezelschap Staunton Groningen          | 7  | 2 | 1 | 4 | 5:9  | 35,5:34,5 |
| 08. | Discendo Discimus Den Haag                   | 7  | 2 | 1 | 4 | 5:9  | 31,0:39,0 |

### Entscheidungen
|     | Niederländischer Mannschaftsmeister: Vereenigd Amsterdamsch Schaakgenootschap              |
|     | Absteiger in die Klasse 1: Schaakgezelschap Staunton Groningen, Discendo Discimus Den Haag |
| (M) | Meister der letzten Saison                                                                 |

### Kreuztabelle
| Ergebnisse | Ergebnisse                               | 01. | 02. | 03. | 04. | 05. | 06. | 07. | 08. |
| ---------- | ---------------------------------------- | --- | --- | --- | --- | --- | --- | --- | --- |
| 01.        | Vereenigd Amsterdamsch Schaakgenootschap |     | 6½  | 8   | 8½  | 8½  | 4½  | 6   | 6½  |
| 02.        | Philidor Leeuwarden                      | 3½  |     | 2½  | 7   | 5½  | 6½  | 4   | 6½  |
| 03.        | Rotterdam                                | 2   | 7½  |     | 4   | 4½  | 6½  | 5   | 6   |
| 04.        | VVGA Amsterdam                           | 1½  | 3   | 6   |     | 3½  | 7½  | 6   | 5   |
| 05.        | Amsterdamsche Schaakclub                 | 1½  | 4½  | 5½  | 6½  |     | 4½  | 5½  | 4   |
| 06.        | Spangen                                  | 5½  | 3½  | 3½  | 2½  | 5½  |     | 2½  | 6½  |
| 07.        | Schaakgezelschap Staunton Groningen      | 4   | 6   | 5   | 4   | 4½  | 7½  |     | 4½  |
| 08.        | Discendo Discimus Den Haag               | 3½  | 3½  | 4   | 5   | 6   | 3½  | 5½  |     |